# Tin Machine Live: Oy Vey, Baby
Tin Machine Live: Oy Vey, Baby es un álbum en directo de la banda británica Tin Machine, lanzado en 1992 a través de London Records. Fue el último lanzamiento de la banda y se grabó en la gira de 1991 - 1992, It's My Life Tour.

## Lista de canciones
1. "If There Is Something" (Bryan Ferry) – 3:55
2. "Amazing" (David Bowie, Reeves Gabrels) – 4:06
3. "I Can't Read" (Bowie, Gabrels) – 6:25
4. "Stateside" (Bowie, Hunt Sales) – 8:11
5. "Under the God" (Bowie) – 4:05
6. "Goodbye Mr. Ed" (Bowie, Tony Sales, H. Sales) – 3:31
7. "Heaven's in Here" (Bowie) – 12:05
8. "You Belong in Rock 'n' Roll" (Bowie, Gabrels) – 6:59

## Personal

### Músicos
- David Bowie: voz, guitarra, saxofón
- Reeves Gabrels: guitarra líder, coros
- Hunt Sales: batería, percusión, voz
- Tony Sales: bajo, coros
- Eric Schermerhorn: guitarra rítmica, coros

### Producción
- Reeves Gabrels
- Max Bisgrove
- Tom Dubé
- Dave Bianco
- David Bowie